# Blooddrunk
Blooddrunk ist das sechste Studioalbum der finnischen Metalband Children of Bodom. Die genaue Definition der Stilrichtung der Band ist umstritten, aber die Musik wird oft als Melodic Death Metal, Speed Metal oder Death Metal bezeichnet. Auf Blooddrunk entwickelt sie sich jedoch ein bisschen in die Richtung Progressive-, aber auch Thrash Metal.

## Produktion und Veröffentlichung
Die Songs entstanden zwischen Oktober und Dezember 2007. Sie wurden in den Petrax- und Finnvox Studios aufgenommen. Produzent war Mikko Karmila. Alexi Laihos Gesang wurde allerdings von Peter Tägtgren, der schon bei zahlreichen Black- und Death-Metal-Bands als Produzent tätig war, aufgenommen und produziert. Die Keyboards – gespielt von Janne Wirman – wurden nur im Petrax Studio aufgenommen. Anschließend wurden die Aufnahmen im Finnvox Studio von Mikko Karmila abgemischt und von Mika Jussila gemastert.
Das Cover-Artwork zeigt – wie auch bei jedem früheren Children-of-Bodom-Album – den Reaper. Allerdings ist dieser diesmal eher im Hintergrund. Deutlich im Vordergrund ist die Sense, mit der der Sensenmann gerade einen Schlag vollführt. Außerdem ist das Cover mit Blut bespritzt. Das Album wurde allerdings auch bei Spinefarm Records UK als Digipack und Vinyl-Edition veröffentlicht. Auf diesen Versionen des Albums besteht das Cover aus dem blutigen Abdruck einer Hand auf weißem Hintergrund.
Das Album erschien am 9. April 2008 bei Spinefarm Records und wurde in vielen Ländern durch Universal Music vertrieben.
Nach der Veröffentlichung ging die Band auf Tournee. Auf der „Gigantour 2008“ durch Nordamerika nahmen Children of Bodom zusammen mit Megadeth, In Flames, Job for a Cowboy und High on Fire mit einer Setlist, die auch Songs von Blooddrunk beinhaltete, teil. Danach folgte eine Japan-Tour, eine Australien- und Neuseeland-Tour und eine Tour durch die USA. Schließlich folgte eine Tour im Vorprogramm von Slipknot durch Europa. Die Blooddrunks Crawling Over EU Tour 2009 mit Cannibal Corpse und Diablo als Vorgruppen begann Ende Januar 2009.

## Stil
Laiho schrieb die Lieder im Herbst 2006 und im Frühjahr 2007. In dieser Zeit war er nach eigenen Angaben in sehr aggressiver Stimmung. Es ist eine deutliche Entwicklung in Richtung Thrash Metal zu erkennen. Die Band verknüpfte Elemente von ursprünglich zwei verschiedenen Songs zum Stück Roadkill Morning. Man kann vor allem in diesem Song und auch in LoBodomy einen Progressive-Metal-Einfluss hören. Roadkill Morning ist der wohl aggressivste Song auf dem Album.
Trotzdem sind die üblichen Elemente in der Musik enthalten, die auch schon auf den Vorgängeralben von Children of Bodom zu hören waren:

„Die Marschroute von „Blooddrunk“ lässt sich ebenso beschreiben: Hier die Melodik von "Hatebreeder", da die rotzige Attitüde und Kompromisslosigkeit von "Are You Dead Yet?"“

Die für Children of Bodom üblichen „Soloduelle“ zwischen Keyboard und Gitarre sind in fast jedem Song wieder enthalten. Das Keyboard bleibt wichtiger Bestandteil der Musik und ist oft melodieführend. Die Songs Blooddrunk, One Day You Will Cry und Tie My Rope beginnen zudem mit einer Keyboard-Intro.
Alle Songs sind in einem hohen Tempo gespielt, der Song Banned from Heaven bildet die Ausnahme, er ist in mäßigerem Tempo gehalten.
Alle Songs wurden von Laiho geschrieben, ebenso die Texte. Der Text von LoBodomy wurde allerdings von Kimberly Goss, der Sängerin der Band Sinergy, in der Laiho als Gitarrist mitwirkt, geschrieben.

## Erfolg
Blooddrunk stellt das bis jetzt erfolgreichste Album der Band dar. Es erreichte Platz 10 in den deutschen Albumcharts, Platz 19 in Österreich und Platz 50 in der Schweiz. In Großbritannien erreichte es Platz 44 in den Charts und sogar Platz 1 der Rock-Albumcharts. In den US-amerikanischen Billboard-Charts erreichte es Platz 22. In Finnland gelangte es an die Spitze der Charts und wurde siebenmal so oft verkauft wie das zu der Zeit zweitplatzierte Album. Außerdem wurde es allein durch die Vorbestellungen in Finnland mit einer Goldenen Schallplatte ausgezeichnet.
Auch die Single Blooddrunk erreichte in Finnland sofort Platz 1.

## Titelliste

### Standard-Titel
1. Hellhounds on My Trail – 4:00
2. Blooddrunk – 4:05
3. LoBodomy – 4:25
4. One Day You Will Cry – 4:05
5. Smile Pretty for The Devil – 3:54
6. Tie My Rope – 4:14
7. Done with Everything, Die for Nothing – 3:30
8. Banned from Heaven – 5:05
9. Roadkill Morning – 3:32

### Bonus-Titel
Folgende Coverversionen wurden auf verschiedenen Versionen und Editionen des Albums veröffentlicht:
- Ghostriders in the Sky – Stan Jones – 3:39
- Lookin’ Out My Back Door – Creedence Clearwater Revival[5] – 2:08
- Just Dropped In (To See What Condition My Condition Was In) – The First Edition[5] – 2:38
- Silent Scream – Slayer – 3:19